# Großrußbach
Großrußbach osztrák mezőváros Alsó-Ausztria Korneuburgi járásában. 2021 januárjában 2234 lakosa volt. 

## Elhelyezkedése

Großrußbach a Korneuburgi járásban

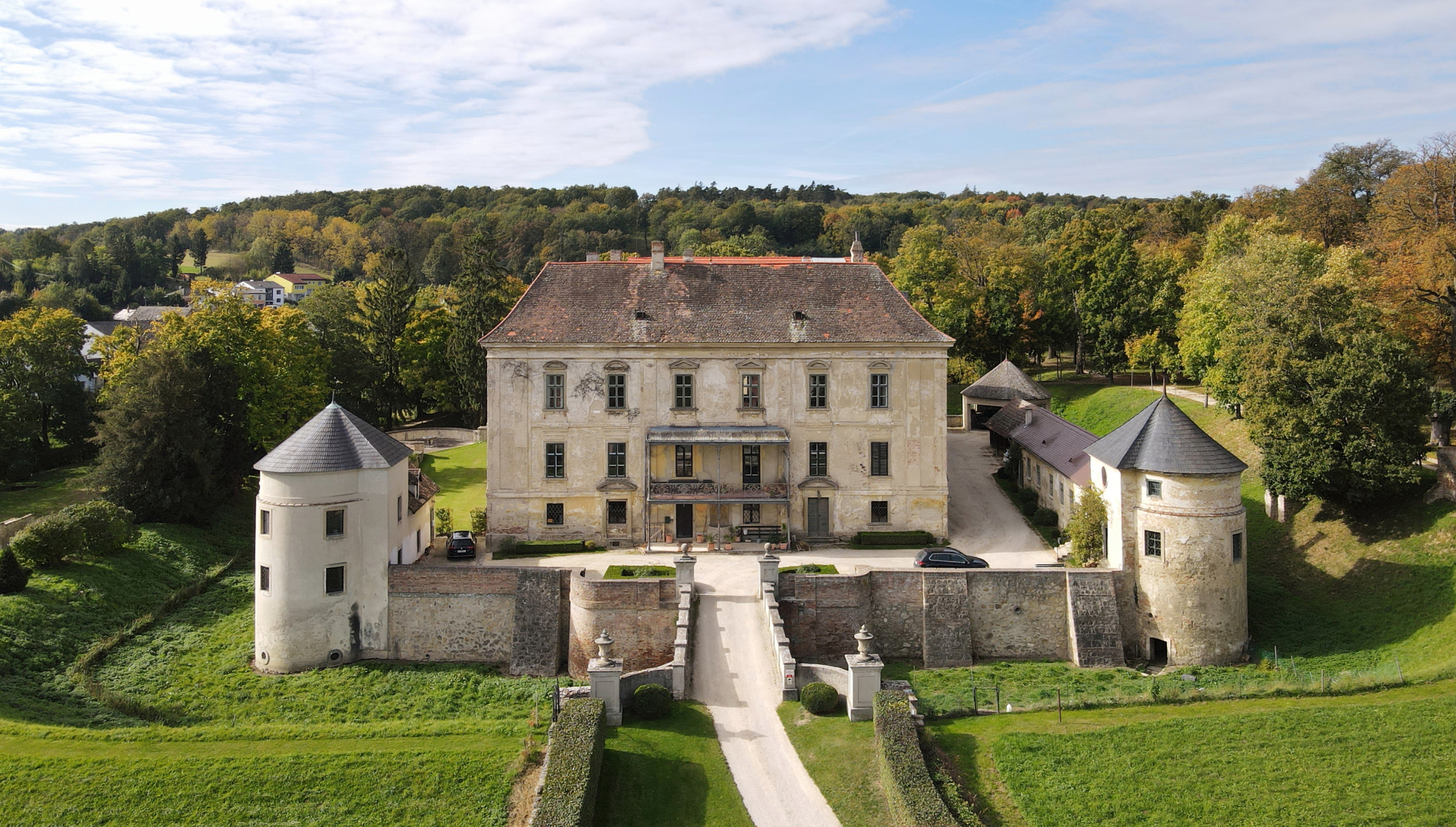
A karnabrunni kastély

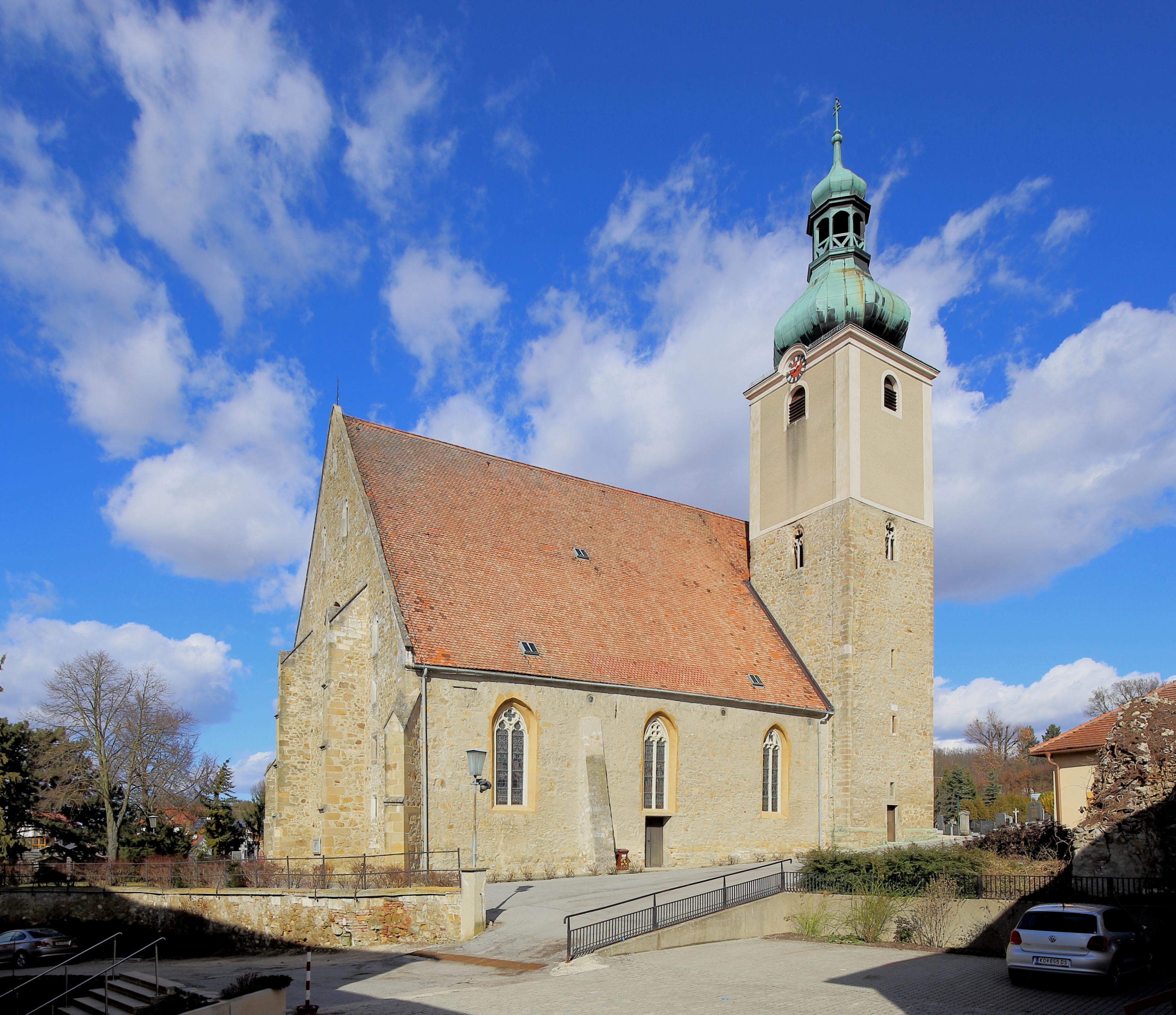
A Szt. Bálint-plébániatemplom

Großrußbach a tartomány Weinviertel régiójában fekszik, a Weinverteli-dombságon, a Rußbach folyó felső szakaszánál. Területének 15%-a erdő, 73,3% áll mezőgazdasági művelés alatt. Az önkormányzat 6 települést, illetve településrészt egyesít: Großrußbach (961 lakos 2021-ben), Hipples (217), Karnabrunn (364), Kleinebersdorf (274), Weinsteig (214) és Wetzleinsdorf (204). 
A környező önkormányzatok: délre Harmannsdorf, nyugatra Niederhollabrunn, északnyugatra Ernstbrunn, északra Niederleis, keletre Kreuzstetten, délkeletre Kreuttal.

## Története
Großrußbachot 1050 körül alapították; először 1135-ben említik a Babenbergek birtokai között. Egyházközsége egészen 1751-ig a passaui püspökséghez tartozott; ekkor Mária Terézia a püspök tiltakozása ellenére áthelyezte a bécsi érsekséghez. Egy 1666-os dokumentum alapján feltételezik, hogy ekkor már mezővárosi jogokkal rendelkezett; ezt 1847-ben Ferdinánd császár megerősítette. Az 1866-os porosz-osztrák háborúban a poroszok megszállták a tartomány északi részét; a határvonal a Rußbach volt, így Großrußbach is megszállás alá került. 

## Lakosság
A großrußbachi önkormányzat területén 2021 januárjában 2234 fő élt. A lakosságszám 1971 óta gyarapodó tendenciát mutat. 2019-ben az ittlakók 93,4%-a volt osztrák állampolgár; a külföldiek közül 1,3% a régi (2004 előtti), 3,4% az új EU-tagállamokból érkezett. 0,8% az egykori Jugoszlávia (Szlovénia és Horvátország nélkül) vagy Törökország, 1,1% egyéb országok polgára volt. 2001-ben a lakosok 83,9%-a római katolikusnak, 3,6% evangélikusnak, 10% pedig felekezeten kívülinek vallotta magát. Ugyanekkor 2 magyar élt a mezővárosban; a legnagyobb nemzetiségi csoportot a németek (96,4%) mellett a szerbek alkották 0,5%-kal.  
A népesség változása:

| 2016 | 2 163 |
| 2018 | 2 194 |

## Látnivalók
- a großrußbachi kastély
- a karnabrunni kastély
- a Szt. Bálint-plébániatemplom
- a karnabrunni Szentháromság-plébániatemplom
- a weinsteigi Szt. Péter és Pál-templom

## Fordítás
- Ez a szócikk részben vagy egészben  a   Großrußbach című német Wikipédia-szócikk ezen változatának fordításán alapul.  Az eredeti cikk szerkesztőit annak laptörténete sorolja fel. Ez a jelzés csupán a megfogalmazás eredetét és a szerzői jogokat jelzi, nem szolgál a cikkben szereplő információk forrásmegjelöléseként.